# 九個明天
《九個明天》（Nine Tomorrows）是阿西莫夫的短篇小說集，選錄九篇科幻小說，加上前後兩首有趣的詩篇。這兩首詩發表於1956年至1958年之間。本書最早的名稱是「退件書」（Rejection Slips），1959年首次在美國發行，1963年在英國出版。收錄的小說中有阿西莫夫最喜愛的兩篇小說《最後的問題》《醜小孩》。

## 內容
- 看！我只是讓他們振作（I Just Make Them Up, See!）
- 職業（Profession（英语：Profession (short story)））
- 權力的滋味（The Feeling of Power）
- 垂死之夜（The Dying Night（part of the Wendell Urth（英语：Wendell Urth） series））
- 在火星宇宙站（I'm in Marsport Without Hilda）
- 溫和的禿鷹（The Gentle Vultures）
- 世上所有的困難（All the Troubles of the World（part of the Multivac（英语：Multivac） series））
- 用S拼我的名字（Spell My Name with an S）
- 最後的問題（The Last Question (loosely part of the Multivac series)）
- 醜小孩（The Ugly Little Boy）
- 退件書 Rejection Slips

## 外部連結
- abelard.org - includes the text of "Profession" （页面存档备份，存于）